# La storia di Lisey (miniserie televisiva)
La storia di Lisey (Lisey’s Story)  è una miniserie televisiva statunitense del 2021 basata sull'omonimo romanzo di Stephen King.

## Trama
Lisa "Lisey" Landon è la vedova del celebre scrittore Scott Landon, morto ormai da due anni. Lisey è ancora sopraffatta dal lutto, ma deve comunque difendersi dalle insistenti richieste del professor Roger Dashmiel, intenzionato ad ottenere i manoscritti mai pubblicati dell'autore defunto. Mentre fruga tra gli oggetti dal marito, Lisey scopre che Scott le ha lasciato indizi per una sorta di caccia al tesoro, ma la sua ricerca della verità è ostacolata dal folle Jim Dooley, che Dashmiel ha messo sulle sue tracce.

## Puntate
| Miniserie               | Puntate | Distribuzione |
| ----------------------- | ------- | ------------- |
| Voce di approfondimento | 8       | 2021          |

## Personaggi e interpreti

### Principali
- Lisa "Lisey" Landon, interpretata da Julianne Moore, doppiata da Roberta Greganti.
Vedova dello scrittore Scott Landon.
- Scott Landon, interpretato da Clive Owen, doppiato da Fabio Boccanera.
Acclamato scrittore.
- Darla Debusher, interpretata da Jennifer Jason Leigh, doppiata da Stella Musy.
Sorella di Lisey.
- Jim Dooley, interpretato da Dane DeHaan, doppiato da Emiliano Coltorti.
Fervente ammiratore di Landon assoldato da Dashmiel per ottenere i manoscritti mai pubblicati dallo scrittore.
- Amanda Debusher, interpretata da Joan Allen, doppiata da Aurora Cancian.
Sorella maggiore e mentalmente instabile di Lisey e Darla.

### Ricorrenti
- Roger Dashmiel, interpretato da Ron Cephas Jones, doppiato da Paolo Buglioni.
Professore universitario intenzionato ad ottenere i manoscritti di Landon.
- Andrew Landon, interpretato da Michael Pitt.
Padre di Scott e Paul.
- Dott. Hugh Alberness, interpretato da Omar Metwally, doppiato da Fabrizio Dolce.
Psichiatra nella clinica in cui è ricoverata Amanda.
- Dan Boeckman, interpretato da Sung Kang, doppiato da Francesco Meoni.
Agente di polizia.
- Dave Debusher, interpretato da Peter Scolari.
Il padre di Lisey, Darla e Amanda.
- Gerd Allen Cole, interpretato da Will Brid.
Giovane uomo che spara a Scott, ferendolo gravemente.

## Produzione

### Pre-produzione
Nell'agosto del 2017 Stephen King espresse l'intenzione di adattare il suo romanzo La storia di Lisey in una serie televisiva e nell'aprile del 2019 la Apple Inc. acquistò i diritti dell'opera e commissionò un adattamento televisivo in otto puntate da trasmettere su Apple TV+. L'adattamento sarebbe stato sceneggiato dallo stesso King e prodotto da J. J. Abrams; nell'agosto dello stesso anno Pablo Larraín fu annunciato come regista della serie.

### Cast
Nell'aprile del 2019 fu inoltre annunciato che Julianne Moore avrebbe interpretato la protagonista Lisey e nei mesi successivi anche il resto del cast fu annunciato. Nell'ottobre dello stesso anno Clive Owen  si unì al cast, seguito da Joan Allen e Dane DeHaan in novembre e Sung Kang in dicembre. Nel gennaio del 2020 fu annunciata la presenza di Jennifer Jason Leigh, seguita da quella di Ron Cephas Jones nel febbraio del 2021.

### Riprese
Le riprese iniziarono nell'ottobre del 2019 nella casa storica nota come Van Liew-Suydam House a Frankin, nella contea di Somerset. Il mese successivo le riprese proseguirono nel villaggio di Tuckahoe, nello Stato di New York e nel marzo del 2020 furono interrotte a causa della pandemia di COVID-19. Le riprese furono terminate nel settembre dello stesso anno.

## Promozione
Il primo trailer è stato distribuito l'11 maggio 2021.

## Distribuzione
La miniserie è stata distribuita in prima visione assoluta dalla piattaforma Apple TV+ il 4 giugno 2021, in tutti i Paesi in cui il servizio è disponibile, tra cui gli Stati Uniti e l'Italia.

### Edizione italiana
La direzione del doppiaggio è di Massimo Corvo e i dialoghi italiani sono curati da Emanuela D'Amico e Sacha Pilara per conto della Dubbing Brothers Int. Italia che si è occupata anche della sonorizzazione.

## Accoglienza

### Critica
La storia di Lisey è stato accolto con recensioni miste da parte della critica. Sull'aggregatore di recensioni Rotten Tomatoes, la miniserie ottiene il 55% delle recensioni professionali positive, con un voto medio di 5,92 su 10 basato su 69 recensioni; mentre su Metacritic ha un punteggio di 48 su 100 basato su 24 recensioni.